# UEFA Nations League 2024/25 Divisie A
De UEFA Nations League 2024/25 Divisie A was de hoogste divisie van UEFA Nations League. Het toernooi, dat de vriendschappelijke duels vervangt, begon in september 2024 en eindigde in juni 2025 met de finale van UEFA Nations League. Aan dit toernooi deden de 16 landen mee die op basis van de eindstand van het seizoen 2022/23 waren ingedeeld. Spanje was de titelhouder, maar verloor deze in de finale aan Portugal. Engeland, Oostenrijk, Tsjechië en Wales degradeerden in het vorige seizoen naar divisie B. Deze vier landen werden vervangen door Bosnië en Herzegovina, Israël, Schotland en Servië.
Voor het eerst werd er in divisie A een kwartfinale gespeeld tussen de groepswinnaars en de nummers twee, waarvan de winnaars doorgingen naar de finaleronde. De kwartfinales werden in maart 2025 gespeeld en de finaleronde in juni 2025.

## Beslissingscriteria
Als twee of meer landen in de groep gelijk eindigden, met evenveel punten, dan gelden de volgende criteria om te bepalen welk land boven de ander eindigt:
1. Hoogste aantal punten verkregen bij de onderlinge wedstrijden tussen de teams;
2. Doelsaldo verkregen bij de onderlinge wedstrijden tussen de gelijk eindigende teams (als er meer dan twee teams gelijk staan);
3. Hoogste aantal gescoorde doelpunten verkregen bij de onderlinge wedstrijden tussen de teams (als er meer dan twee teams gelijk staan);
4. Hoogste aantal gescoorde uitdoelpunten verkregen bij de onderlinge wedstrijden tussen de teams
5. Als er na criteria 1 tot en met 4 nog steeds landen gelijk staan dan gelden de volgende criteria:
6. Doelsaldo in alle groepswedstrijden;
7. Aantal doelpunten gescoord in alle groepswedstrijden;
8. Aantal uitdoelpunten gescoord in alle groepswedstrijden;
9. Aantal overwinningen in alle groepswedstrijden;
10. Aantal uitoverwinningen in alle groepswedstrijden;
11. Fair-Playklassement van het toernooi (1 punt voor een enkele gele kaart, 3 punten voor een rode kaart ten gevolge van 2 gele kaarten, 3 punten voor een directe rode kaart, 4 punten voor een gele kaart gevolgd door een directe rode kaart);
12. Positie op de UEFA-coëfficiëntenranglijst;

## Deelnemende landen
De loting vond op 8 februari 2024 om 18.00 (UTC+1) plaats in Parijs, Frankrijk.
| Land      | Pos |
| --------- | --- |
| Spanje TH | 1   |
| Kroatië   | 2   |
| Italië    | 3   |
| Nederland | 4   |

| Land       | Pos |
| ---------- | --- |
| Denemarken | 5   |
| Portugal   | 6   |
| België     | 7   |
| Hongarije  | 8   |

| Land        | Pos |
| ----------- | --- |
| Zwitserland | 9   |
| Duitsland   | 10  |
| Polen       | 11  |
| Frankrijk   | 12  |

| Land                  | Pos |
| --------------------- | --- |
| Israël                | 13  |
| Bosnië en Herzegovina | 14  |
| Servië                | 15  |
| Schotland             | 16  |

| Legenda |                                              |
| TH      | Titelhouder                                  |
|         | Geplaatst voor volgende ronde (kwartfinale). |
|         | Gedegradeerd naar een lagere divisie.        |

## Groepen en wedstrijden

### Groep 1
| Pos | Team          | Wed | W | G | V | Ptn | DV | DT | +/− | Kwalificatie of degradatie             |  |       |       |       |       |
| --- | ------------- | --- | - | - | - | --- | -- | -- | --- | -------------------------------------- |  | ----- | ----- | ----- | ----- |
| 1   | Portugal      | 6   | 4 | 2 | 0 | 14  | 13 | 5  | +8  | Naar de kwartfinales                   |  |       | 2 – 1 | 2 – 1 | 5 – 1 |
| 2   | Kroatië       | 6   | 2 | 2 | 2 | 8   | 8  | 8  | 0   | Naar de kwartfinales                   |  | 1 – 1 |       | 2 – 1 | 1 – 0 |
| 3   | Schotland (R) | 6   | 2 | 1 | 3 | 7   | 7  | 8  | −1  | Kwalificatie voor degradatie play-offs |  | 0 – 0 | 1 – 0 |       | 2 – 3 |
| 4   | Polen (R)     | 6   | 1 | 1 | 4 | 4   | 9  | 16 | −7  | Degradatie naar divisie B              |  | 1 – 3 | 3 – 3 | 1 – 2 |       |

Wedstrijden
|                                                   |                      |         |                  |                                                                                         |
| 5 september 2024 «onderlinge duels» 19.45 (UTC+1) | Portugal             | 2 – 1   | Kroatië          | Stadion: Estádio da Luz, Lissabon Toeschouwers: 57.675 Scheidsrechter: Halil Umut Meler |
| 5 september 2024 «onderlinge duels» 19.45 (UTC+1) | Dalot 7' Ronaldo 34' | Verslag | 41' (e.d.) Dalot | Stadion: Estádio da Luz, Lissabon Toeschouwers: 57.675 Scheidsrechter: Halil Umut Meler |
| 5 september 2024 «onderlinge duels» 19.45 (UTC+1) |                      |         |                  | Stadion: Estádio da Luz, Lissabon Toeschouwers: 57.675 Scheidsrechter: Halil Umut Meler |
| 5 september 2024 «onderlinge duels» 19.45 (UTC+1) |                      |         |                  | Stadion: Estádio da Luz, Lissabon Toeschouwers: 57.675 Scheidsrechter: Halil Umut Meler |
|                                                   |                      |         |                  |                                                                                         |

|                                                   |                           |         |                                                              |                                                                                  |
| 5 september 2024 «onderlinge duels» 19.45 (UTC+1) | Schotland                 | 2 – 3   | Polen                                                        | Stadion: Hampden Park, Glasgow Toeschouwers: 46.356 Scheidsrechter: Glenn Nyberg |
| 5 september 2024 «onderlinge duels» 19.45 (UTC+1) | Gilmour 46' McTominay 76' | Verslag | 8' S. Szymański 44' (pen.) Lewandowski 90+7' (pen.) Zalewski | Stadion: Hampden Park, Glasgow Toeschouwers: 46.356 Scheidsrechter: Glenn Nyberg |
| 5 september 2024 «onderlinge duels» 19.45 (UTC+1) |                           |         |                                                              | Stadion: Hampden Park, Glasgow Toeschouwers: 46.356 Scheidsrechter: Glenn Nyberg |
| 5 september 2024 «onderlinge duels» 19.45 (UTC+1) |                           |         |                                                              | Stadion: Hampden Park, Glasgow Toeschouwers: 46.356 Scheidsrechter: Glenn Nyberg |
|                                                   |                           |         |                                                              |                                                                                  |

|                                                   |            |         |       |                                                                                    |
| 8 september 2024 «onderlinge duels» 20.45 (UTC+2) | Kroatië    | 1 – 0   | Polen | Stadion: Opus Arena, Osijek Toeschouwers: 12.612 Scheidsrechter: François Letexier |
| 8 september 2024 «onderlinge duels» 20.45 (UTC+2) | Modrić 52' | Verslag |       | Stadion: Opus Arena, Osijek Toeschouwers: 12.612 Scheidsrechter: François Letexier |
| 8 september 2024 «onderlinge duels» 20.45 (UTC+2) |            |         |       | Stadion: Opus Arena, Osijek Toeschouwers: 12.612 Scheidsrechter: François Letexier |
| 8 september 2024 «onderlinge duels» 20.45 (UTC+2) |            |         |       | Stadion: Opus Arena, Osijek Toeschouwers: 12.612 Scheidsrechter: François Letexier |
|                                                   |            |         |       |                                                                                    |

|                                                   |                           |         |              |                                                                                         |
| 8 september 2024 «onderlinge duels» 19.45 (UTC+1) | Portugal                  | 2 – 1   | Schotland    | Stadion: Estádio da Luz, Lissabon Toeschouwers: 59.894 Scheidsrechter: Maurizio Mariani |
| 8 september 2024 «onderlinge duels» 19.45 (UTC+1) | Fernandes 54' Ronaldo 88' | Verslag | 7' McTominay | Stadion: Estádio da Luz, Lissabon Toeschouwers: 59.894 Scheidsrechter: Maurizio Mariani |
| 8 september 2024 «onderlinge duels» 19.45 (UTC+1) |                           |         |              | Stadion: Estádio da Luz, Lissabon Toeschouwers: 59.894 Scheidsrechter: Maurizio Mariani |
| 8 september 2024 «onderlinge duels» 19.45 (UTC+1) |                           |         |              | Stadion: Estádio da Luz, Lissabon Toeschouwers: 59.894 Scheidsrechter: Maurizio Mariani |
|                                                   |                           |         |              |                                                                                         |

|                                                  |                            |         |              |                                                                                     |
| 12 oktober 2024 «onderlinge duels» 18.00 (UTC+2) | Kroatië                    | 2 – 1   | Schotland    | Stadion: Maksimirstadion, Zagreb Toeschouwers: 21.702 Scheidsrechter: István Kovács |
| 12 oktober 2024 «onderlinge duels» 18.00 (UTC+2) | Matanović 36' Kramarić 70' | Verslag | 33' Christie | Stadion: Maksimirstadion, Zagreb Toeschouwers: 21.702 Scheidsrechter: István Kovács |
| 12 oktober 2024 «onderlinge duels» 18.00 (UTC+2) |                            |         |              | Stadion: Maksimirstadion, Zagreb Toeschouwers: 21.702 Scheidsrechter: István Kovács |
| 12 oktober 2024 «onderlinge duels» 18.00 (UTC+2) |                            |         |              | Stadion: Maksimirstadion, Zagreb Toeschouwers: 21.702 Scheidsrechter: István Kovács |
|                                                  |                            |         |              |                                                                                     |

|                                                  |               |         |                                              |                                                                                            |
| 12 oktober 2024 «onderlinge duels» 20.45 (UTC+1) | Polen         | 1 – 3   | Portugal                                     | Stadion: Nationaal Stadion, Warschau Toeschouwers: 56.854 Scheidsrechter: Serdar Gözübüyük |
| 12 oktober 2024 «onderlinge duels» 20.45 (UTC+1) | Zieliński 78' | Verslag | 26' B. Silva 37' Ronaldo 88' (e.d.) Bednarek | Stadion: Nationaal Stadion, Warschau Toeschouwers: 56.854 Scheidsrechter: Serdar Gözübüyük |
| 12 oktober 2024 «onderlinge duels» 20.45 (UTC+1) |               |         |                                              | Stadion: Nationaal Stadion, Warschau Toeschouwers: 56.854 Scheidsrechter: Serdar Gözübüyük |
| 12 oktober 2024 «onderlinge duels» 20.45 (UTC+1) |               |         |                                              | Stadion: Nationaal Stadion, Warschau Toeschouwers: 56.854 Scheidsrechter: Serdar Gözübüyük |
|                                                  |               |         |                                              |                                                                                            |

|                                                  |                                            |         |                                                  |                                                                                               |
| 15 oktober 2024 «onderlinge duels» 20.45 (UTC+2) | Polen                                      | 3 – 3   | Kroatië                                          | Stadion: Nationaal Stadion, Warschau Toeschouwers: 56.103 Scheidsrechter: Alejandro Hernández |
| 15 oktober 2024 «onderlinge duels» 20.45 (UTC+2) | Zieliński 5' Zalewski 45' S. Szymański 68' | Verslag | 19' Sosa 24' P. Sučić 26' Baturina 76' Livaković | Stadion: Nationaal Stadion, Warschau Toeschouwers: 56.103 Scheidsrechter: Alejandro Hernández |
| 15 oktober 2024 «onderlinge duels» 20.45 (UTC+2) |                                            |         |                                                  | Stadion: Nationaal Stadion, Warschau Toeschouwers: 56.103 Scheidsrechter: Alejandro Hernández |
| 15 oktober 2024 «onderlinge duels» 20.45 (UTC+2) |                                            |         |                                                  | Stadion: Nationaal Stadion, Warschau Toeschouwers: 56.103 Scheidsrechter: Alejandro Hernández |
|                                                  |                                            |         |                                                  |                                                                                               |

|                                                  |           |       |          |                                                                                     |
| 15 oktober 2024 «onderlinge duels» 19.45 (UTC+1) | Schotland | 0 – 0 | Portugal | Stadion: Hampden Park, Glasgow Toeschouwers: 49.057 Scheidsrechter: Lawrence Visser |
| 15 oktober 2024 «onderlinge duels» 19.45 (UTC+1) | Verslag   |       |          | Stadion: Hampden Park, Glasgow Toeschouwers: 49.057 Scheidsrechter: Lawrence Visser |
| 15 oktober 2024 «onderlinge duels» 19.45 (UTC+1) |           |       |          | Stadion: Hampden Park, Glasgow Toeschouwers: 49.057 Scheidsrechter: Lawrence Visser |
| 15 oktober 2024 «onderlinge duels» 19.45 (UTC+1) |           |       |          | Stadion: Hampden Park, Glasgow Toeschouwers: 49.057 Scheidsrechter: Lawrence Visser |
|                                                  |           |       |          |                                                                                     |

|                                                 |                                                         |         |             |                                                                                       |
| 15 november 2024 «onderlinge duels» 19.45 (UTC) | Portugal                                                | 5 – 1   | Polen       | Stadion: Estádio do Dragão, Porto Toeschouwers: 47.239 Scheidsrechter: Donatas Rumšas |
| 15 november 2024 «onderlinge duels» 19.45 (UTC) | Leão 59' Ronaldo 72' (pen.), 87' Fernandes 80' Neto 83' | Verslag | 88' Marczuk | Stadion: Estádio do Dragão, Porto Toeschouwers: 47.239 Scheidsrechter: Donatas Rumšas |
| 15 november 2024 «onderlinge duels» 19.45 (UTC) |                                                         |         |             | Stadion: Estádio do Dragão, Porto Toeschouwers: 47.239 Scheidsrechter: Donatas Rumšas |
| 15 november 2024 «onderlinge duels» 19.45 (UTC) |                                                         |         |             | Stadion: Estádio do Dragão, Porto Toeschouwers: 47.239 Scheidsrechter: Donatas Rumšas |
|                                                 |                                                         |         |             |                                                                                       |

|                                                 |            |         |                   |                                                                                    |
| 15 november 2024 «onderlinge duels» 19.45 (UTC) | Schotland  | 1 – 0   | Kroatië           | Stadion: Hampden Park, Glasgow Toeschouwers: 48.810 Scheidsrechter: Orel Grinfeeld |
| 15 november 2024 «onderlinge duels» 19.45 (UTC) | McGinn 86' | Verslag | 30', 44' P. Sučić | Stadion: Hampden Park, Glasgow Toeschouwers: 48.810 Scheidsrechter: Orel Grinfeeld |
| 15 november 2024 «onderlinge duels» 19.45 (UTC) |            |         |                   | Stadion: Hampden Park, Glasgow Toeschouwers: 48.810 Scheidsrechter: Orel Grinfeeld |
| 15 november 2024 «onderlinge duels» 19.45 (UTC) |            |         |                   | Stadion: Hampden Park, Glasgow Toeschouwers: 48.810 Scheidsrechter: Orel Grinfeeld |
|                                                 |            |         |                   |                                                                                    |

|                                                   |              |         |           |                                                                                 |
| 18 november 2024 «onderlinge duels» 20.45 (UTC+1) | Kroatië      | 1 – 1   | Portugal  | Stadion: Poljudstadion, Split Toeschouwers: 33.386 Scheidsrechter: Davide Massa |
| 18 november 2024 «onderlinge duels» 20.45 (UTC+1) | Gvardiol 65' | Verslag | 33' Félix | Stadion: Poljudstadion, Split Toeschouwers: 33.386 Scheidsrechter: Davide Massa |
| 18 november 2024 «onderlinge duels» 20.45 (UTC+1) |              |         |           | Stadion: Poljudstadion, Split Toeschouwers: 33.386 Scheidsrechter: Davide Massa |
| 18 november 2024 «onderlinge duels» 20.45 (UTC+1) |              |         |           | Stadion: Poljudstadion, Split Toeschouwers: 33.386 Scheidsrechter: Davide Massa |
|                                                   |              |         |           |                                                                                 |

|                                                   |                |         |                           |                                                                                             |
| 18 november 2024 «onderlinge duels» 20.45 (UTC+1) | Polen          | 1 – 2   | Schotland                 | Stadion: Nationaal Stadion, Warschau Toeschouwers: 55.433 Scheidsrechter: Christian Dingert |
| 18 november 2024 «onderlinge duels» 20.45 (UTC+1) | Piątkowski 59' | Verslag | 3' McGinn 90+3' Robertson | Stadion: Nationaal Stadion, Warschau Toeschouwers: 55.433 Scheidsrechter: Christian Dingert |
| 18 november 2024 «onderlinge duels» 20.45 (UTC+1) |                |         |                           | Stadion: Nationaal Stadion, Warschau Toeschouwers: 55.433 Scheidsrechter: Christian Dingert |
| 18 november 2024 «onderlinge duels» 20.45 (UTC+1) |                |         |                           | Stadion: Nationaal Stadion, Warschau Toeschouwers: 55.433 Scheidsrechter: Christian Dingert |
|                                                   |                |         |                           |                                                                                             |

### Groep 2
| Pos | Team       | Wed | W | G | V | Ptn | DV | DT | +/− | Kwalificatie of degradatie             |  |       |       |       |       |
| --- | ---------- | --- | - | - | - | --- | -- | -- | --- | -------------------------------------- |  | ----- | ----- | ----- | ----- |
| 1   | Frankrijk  | 6   | 4 | 1 | 1 | 13  | 12 | 6  | +6  | Naar de kwartfinales                   |  |       | 1 – 3 | 2 – 0 | 0 – 0 |
| 2   | Italië     | 6   | 4 | 1 | 1 | 13  | 13 | 8  | +5  | Naar de kwartfinales                   |  | 1 – 3 |       | 2 – 2 | 4 – 1 |
| 3   | België (O) | 6   | 1 | 1 | 4 | 4   | 6  | 9  | −3  | Kwalificatie voor degradatie play-offs |  | 1 – 2 | 0 – 1 |       | 3 – 1 |
| 4   | Israël (R) | 6   | 1 | 1 | 4 | 4   | 5  | 13 | −8  | Degradatie naar divisie B              |  | 1 – 4 | 1 – 2 | 1 – 0 |       |

1. 1 2  Gelijke stand op onderling resultaat. Gerangschikt op totale doelsaldo: Frankrijk +6, Italië +5.
2. 1 2  Gelijke stand op onderling aantal punten. Gerangschikt op onderling doelsaldo: België +1, Israël  –1.

Wedstrijden
|                                                   |                                         |         |                     |                                                                                                 |
| 6 september 2024 «onderlinge duels» 20.45 (UTC+2) | België                                  | 3 – 1   | Israël              | Stadion: Nagyerdei-stadion, Debrecen (Hongarije) Toeschouwers: 0 Scheidsrechter: Michael Oliver |
| 6 september 2024 «onderlinge duels» 20.45 (UTC+2) | De Bruyne 21', 52' (pen.) Tielemans 48' | Verslag | 36' (e.d.) Castagne | Stadion: Nagyerdei-stadion, Debrecen (Hongarije) Toeschouwers: 0 Scheidsrechter: Michael Oliver |
| 6 september 2024 «onderlinge duels» 20.45 (UTC+2) |                                         |         |                     | Stadion: Nagyerdei-stadion, Debrecen (Hongarije) Toeschouwers: 0 Scheidsrechter: Michael Oliver |
| 6 september 2024 «onderlinge duels» 20.45 (UTC+2) |                                         |         |                     | Stadion: Nagyerdei-stadion, Debrecen (Hongarije) Toeschouwers: 0 Scheidsrechter: Michael Oliver |
|                                                   |                                         |         |                     |                                                                                                 |

|                                                   |            |         |                                        |                                                                                       |
| 6 september 2024 «onderlinge duels» 20.45 (UTC+2) | Frankrijk  | 1 – 3   | Italië                                 | Stadion: Parc des Princes, Parijs Toeschouwers: 44.956 Scheidsrechter: Sandro Schärer |
| 6 september 2024 «onderlinge duels» 20.45 (UTC+2) | Barcola 1' | Verslag | 30' Dimarco 51' Frattesi 74' Raspadori | Stadion: Parc des Princes, Parijs Toeschouwers: 44.956 Scheidsrechter: Sandro Schärer |
| 6 september 2024 «onderlinge duels» 20.45 (UTC+2) |            |         |                                        | Stadion: Parc des Princes, Parijs Toeschouwers: 44.956 Scheidsrechter: Sandro Schärer |
| 6 september 2024 «onderlinge duels» 20.45 (UTC+2) |            |         |                                        | Stadion: Parc des Princes, Parijs Toeschouwers: 44.956 Scheidsrechter: Sandro Schärer |
|                                                   |            |         |                                        |                                                                                       |

|                                                   |                            |         |        |                                                                                            |
| 9 september 2024 «onderlinge duels» 20.45 (UTC+2) | Frankrijk                  | 2 – 0   | België | Stadion: Parc Olympique Lyonnais, Lyon Toeschouwers: 42.358 Scheidsrechter: Tobias Stieler |
| 9 september 2024 «onderlinge duels» 20.45 (UTC+2) | Kolo Muani 29' Dembélé 57' | Verslag |        | Stadion: Parc Olympique Lyonnais, Lyon Toeschouwers: 42.358 Scheidsrechter: Tobias Stieler |
| 9 september 2024 «onderlinge duels» 20.45 (UTC+2) |                            |         |        | Stadion: Parc Olympique Lyonnais, Lyon Toeschouwers: 42.358 Scheidsrechter: Tobias Stieler |
| 9 september 2024 «onderlinge duels» 20.45 (UTC+2) |                            |         |        | Stadion: Parc Olympique Lyonnais, Lyon Toeschouwers: 42.358 Scheidsrechter: Tobias Stieler |
|                                                   |                            |         |        |                                                                                            |

|                                                   |              |         |                       |                                                                                                |
| 9 september 2024 «onderlinge duels» 20.45 (UTC+2) | Israël       | 1 – 2   | Italië                | Stadion: Bozsik Aréna, Boedapest (Hongarije) Toeschouwers: 2.090 Scheidsrechter: Ivan Kružliak |
| 9 september 2024 «onderlinge duels» 20.45 (UTC+2) | Abu Fani 90' | Verslag | 38' Frattesi 62' Kean | Stadion: Bozsik Aréna, Boedapest (Hongarije) Toeschouwers: 2.090 Scheidsrechter: Ivan Kružliak |
| 9 september 2024 «onderlinge duels» 20.45 (UTC+2) |              |         |                       | Stadion: Bozsik Aréna, Boedapest (Hongarije) Toeschouwers: 2.090 Scheidsrechter: Ivan Kružliak |
| 9 september 2024 «onderlinge duels» 20.45 (UTC+2) |              |         |                       | Stadion: Bozsik Aréna, Boedapest (Hongarije) Toeschouwers: 2.090 Scheidsrechter: Ivan Kružliak |
|                                                   |              |         |                       |                                                                                                |

|                                                  |               |         |                                                   |                                                                                                   |
| 10 oktober 2024 «onderlinge duels» 20.45 (UTC+2) | Israël        | 1 – 4   | Frankrijk                                         | Stadion: Bozsik Aréna, Boedapest (Hongarije) Toeschouwers: 2.226 Scheidsrechter: Nikola Dabanović |
| 10 oktober 2024 «onderlinge duels» 20.45 (UTC+2) | Gandelman 24' | Verslag | 7' Camavinga 28' Nkunku 87' Guendouzi 89' Barcola | Stadion: Bozsik Aréna, Boedapest (Hongarije) Toeschouwers: 2.226 Scheidsrechter: Nikola Dabanović |
| 10 oktober 2024 «onderlinge duels» 20.45 (UTC+2) |               |         |                                                   | Stadion: Bozsik Aréna, Boedapest (Hongarije) Toeschouwers: 2.226 Scheidsrechter: Nikola Dabanović |
| 10 oktober 2024 «onderlinge duels» 20.45 (UTC+2) |               |         |                                                   | Stadion: Bozsik Aréna, Boedapest (Hongarije) Toeschouwers: 2.226 Scheidsrechter: Nikola Dabanović |
|                                                  |               |         |                                                   |                                                                                                   |

|                                                  |                                        |         |                            |                                                                                 |
| 10 oktober 2024 «onderlinge duels» 20.45 (UTC+2) | Italië                                 | 2 – 2   | België                     | Stadion: Stadio Olimpico, Rome Toeschouwers: 44.297 Scheidsrechter: Espen Eskås |
| 10 oktober 2024 «onderlinge duels» 20.45 (UTC+2) | Cambiaso 1' Retegui 24' Pellegrini 38' | Verslag | 42' De Cuyper 61' Trossard | Stadion: Stadio Olimpico, Rome Toeschouwers: 44.297 Scheidsrechter: Espen Eskås |
| 10 oktober 2024 «onderlinge duels» 20.45 (UTC+2) |                                        |         |                            | Stadion: Stadio Olimpico, Rome Toeschouwers: 44.297 Scheidsrechter: Espen Eskås |
| 10 oktober 2024 «onderlinge duels» 20.45 (UTC+2) |                                        |         |                            | Stadion: Stadio Olimpico, Rome Toeschouwers: 44.297 Scheidsrechter: Espen Eskås |
|                                                  |                                        |         |                            |                                                                                 |

|                                                  |              |         |                                                |                                                                                             |
| 14 oktober 2024 «onderlinge duels» 20.45 (UTC+2) | België       | 1 – 2   | Frankrijk                                      | Stadion: Koning Boudewijnstadion, Brussel Toeschouwers: 39.731 Scheidsrechter: Irfan Peljto |
| 14 oktober 2024 «onderlinge duels» 20.45 (UTC+2) | Openda 45+3' | Verslag | 35' (pen.), 62' Kolo Muani 24', 76' Tchouaméni | Stadion: Koning Boudewijnstadion, Brussel Toeschouwers: 39.731 Scheidsrechter: Irfan Peljto |
| 14 oktober 2024 «onderlinge duels» 20.45 (UTC+2) |              |         |                                                | Stadion: Koning Boudewijnstadion, Brussel Toeschouwers: 39.731 Scheidsrechter: Irfan Peljto |
| 14 oktober 2024 «onderlinge duels» 20.45 (UTC+2) |              |         |                                                | Stadion: Koning Boudewijnstadion, Brussel Toeschouwers: 39.731 Scheidsrechter: Irfan Peljto |
|                                                  |              |         |                                                |                                                                                             |

|                                                  |                                                     |         |              |                                                                                                 |
| 14 oktober 2024 «onderlinge duels» 20.45 (UTC+2) | Italië                                              | 4 – 1   | Israël       | Stadion: Stadio Friuli, Udine Toeschouwers: 11.700 Scheidsrechter: Ricardo de Burgos Bengoetxea |
| 14 oktober 2024 «onderlinge duels» 20.45 (UTC+2) | Retegui 41' (pen.) Di Lorenzo 54', 79' Frattesi 72' | Verslag | 66' Abu Fani | Stadion: Stadio Friuli, Udine Toeschouwers: 11.700 Scheidsrechter: Ricardo de Burgos Bengoetxea |
| 14 oktober 2024 «onderlinge duels» 20.45 (UTC+2) |                                                     |         |              | Stadion: Stadio Friuli, Udine Toeschouwers: 11.700 Scheidsrechter: Ricardo de Burgos Bengoetxea |
| 14 oktober 2024 «onderlinge duels» 20.45 (UTC+2) |                                                     |         |              | Stadion: Stadio Friuli, Udine Toeschouwers: 11.700 Scheidsrechter: Ricardo de Burgos Bengoetxea |
|                                                  |                                                     |         |              |                                                                                                 |

|                                                   |        |         |            |                                                                                              |
| 14 november 2024 «onderlinge duels» 20.45 (UTC+1) | België | 0 – 1   | Italië     | Stadion: Koning Boudewijnstadion, Brussel Toeschouwers: 41.367 Scheidsrechter: Radu Petrescu |
| 14 november 2024 «onderlinge duels» 20.45 (UTC+1) |        | Verslag | 11' Tonali | Stadion: Koning Boudewijnstadion, Brussel Toeschouwers: 41.367 Scheidsrechter: Radu Petrescu |
| 14 november 2024 «onderlinge duels» 20.45 (UTC+1) |        |         |            | Stadion: Koning Boudewijnstadion, Brussel Toeschouwers: 41.367 Scheidsrechter: Radu Petrescu |
| 14 november 2024 «onderlinge duels» 20.45 (UTC+1) |        |         |            | Stadion: Koning Boudewijnstadion, Brussel Toeschouwers: 41.367 Scheidsrechter: Radu Petrescu |
|                                                   |        |         |            |                                                                                              |

|                                                   |           |       |        |                                                                                           |
| 14 november 2024 «onderlinge duels» 20.45 (UTC+1) | Frankrijk | 0 – 0 | Israël | Stadion: Stade de France, Saint-Denis Toeschouwers: 16.611 Scheidsrechter: Tobias Stieler |
| 14 november 2024 «onderlinge duels» 20.45 (UTC+1) | Verslag   |       |        | Stadion: Stade de France, Saint-Denis Toeschouwers: 16.611 Scheidsrechter: Tobias Stieler |
| 14 november 2024 «onderlinge duels» 20.45 (UTC+1) |           |       |        | Stadion: Stade de France, Saint-Denis Toeschouwers: 16.611 Scheidsrechter: Tobias Stieler |
| 14 november 2024 «onderlinge duels» 20.45 (UTC+1) |           |       |        | Stadion: Stade de France, Saint-Denis Toeschouwers: 16.611 Scheidsrechter: Tobias Stieler |
|                                                   |           |       |        |                                                                                           |

|                                                   |          |         |        |                                                                                                   |
| 17 november 2024 «onderlinge duels» 20.45 (UTC+1) | Israël   | 1 – 0   | België | Stadion: Bozsik Aréna, Boedapest (Hongarije) Toeschouwers: 675 Scheidsrechter: Sebastian Gishamer |
| 17 november 2024 «onderlinge duels» 20.45 (UTC+1) | Shua 86' | Verslag |        | Stadion: Bozsik Aréna, Boedapest (Hongarije) Toeschouwers: 675 Scheidsrechter: Sebastian Gishamer |
| 17 november 2024 «onderlinge duels» 20.45 (UTC+1) |          |         |        | Stadion: Bozsik Aréna, Boedapest (Hongarije) Toeschouwers: 675 Scheidsrechter: Sebastian Gishamer |
| 17 november 2024 «onderlinge duels» 20.45 (UTC+1) |          |         |        | Stadion: Bozsik Aréna, Boedapest (Hongarije) Toeschouwers: 675 Scheidsrechter: Sebastian Gishamer |
|                                                   |          |         |        |                                                                                                   |

|                                                   |              |         |                                   |                                                                              |
| 17 november 2024 «onderlinge duels» 20.45 (UTC+1) | Italië       | 1 – 3   | Frankrijk                         | Stadion: San Siro, Milaan Toeschouwers: 68.158 Scheidsrechter: Slavko Vinčić |
| 17 november 2024 «onderlinge duels» 20.45 (UTC+1) | Cambiaso 35' | Verslag | 2', 65' Rabiot 33' (e.d.) Vicario | Stadion: San Siro, Milaan Toeschouwers: 68.158 Scheidsrechter: Slavko Vinčić |
| 17 november 2024 «onderlinge duels» 20.45 (UTC+1) |              |         |                                   | Stadion: San Siro, Milaan Toeschouwers: 68.158 Scheidsrechter: Slavko Vinčić |
| 17 november 2024 «onderlinge duels» 20.45 (UTC+1) |              |         |                                   | Stadion: San Siro, Milaan Toeschouwers: 68.158 Scheidsrechter: Slavko Vinčić |
|                                                   |              |         |                                   |                                                                              |

### Groep 3
| Pos | Team                      | Wed | W | G | V | Ptn | DV | DT | +/− | Kwalificatie of degradatie             |  |       |       |       |       |
| --- | ------------------------- | --- | - | - | - | --- | -- | -- | --- | -------------------------------------- |  | ----- | ----- | ----- | ----- |
| 1   | Duitsland                 | 6   | 4 | 2 | 0 | 14  | 18 | 4  | +14 | Naar de kwartfinales                   |  |       | 1 – 0 | 5 – 0 | 7 – 0 |
| 2   | Nederland                 | 6   | 2 | 3 | 1 | 9   | 13 | 7  | +6  | Naar de kwartfinales                   |  | 2 – 2 |       | 4 – 0 | 5 – 2 |
| 3   | Hongarije (R)             | 6   | 1 | 3 | 2 | 6   | 4  | 11 | −7  | Kwalificatie voor degradatie play-offs |  | 1 – 1 | 1 – 1 |       | 0 – 0 |
| 4   | Bosnië en Herzegovina (R) | 6   | 0 | 2 | 4 | 2   | 3  | 16 | −13 | Degradatie naar divisie B              |  | 1 – 2 | 1 – 1 | 0 – 2 |       |

Wedstrijden
|                                                   |                                                                    |         |           |                                                                                             |
| 7 september 2024 «onderlinge duels» 20.45 (UTC+2) | Duitsland                                                          | 5 – 0   | Hongarije | Stadion: Merkur Spiel-Arena, Düsseldorf Toeschouwers: 49.235 Scheidsrechter: Clément Turpin |
| 7 september 2024 «onderlinge duels» 20.45 (UTC+2) | Füllkrug 27' Musiala 58' Wirtz 66' Pavlović 77' Havertz 81' (pen.) | Verslag |           | Stadion: Merkur Spiel-Arena, Düsseldorf Toeschouwers: 49.235 Scheidsrechter: Clément Turpin |
| 7 september 2024 «onderlinge duels» 20.45 (UTC+2) |                                                                    |         |           | Stadion: Merkur Spiel-Arena, Düsseldorf Toeschouwers: 49.235 Scheidsrechter: Clément Turpin |
| 7 september 2024 «onderlinge duels» 20.45 (UTC+2) |                                                                    |         |           | Stadion: Merkur Spiel-Arena, Düsseldorf Toeschouwers: 49.235 Scheidsrechter: Clément Turpin |
|                                                   |                                                                    |         |           |                                                                                             |

|                                                   |                                                                 |         |                         |                                                                                         |
| 7 september 2024 «onderlinge duels» 20.45 (UTC+2) | Nederland                                                       | 5 – 2   | Bosnië en Herzegovina   | Stadion: Philips Stadion, Eindhoven Toeschouwers: 31.139 Scheidsrechter: Donatas Rumšas |
| 7 september 2024 «onderlinge duels» 20.45 (UTC+2) | Zirkzee 13' Reijnders 45+2' Gakpo 56' Weghorst 88' Simons 90+2' | Verslag | 27' Demirović 73' Džeko | Stadion: Philips Stadion, Eindhoven Toeschouwers: 31.139 Scheidsrechter: Donatas Rumšas |
| 7 september 2024 «onderlinge duels» 20.45 (UTC+2) |                                                                 |         |                         | Stadion: Philips Stadion, Eindhoven Toeschouwers: 31.139 Scheidsrechter: Donatas Rumšas |
| 7 september 2024 «onderlinge duels» 20.45 (UTC+2) |                                                                 |         |                         | Stadion: Philips Stadion, Eindhoven Toeschouwers: 31.139 Scheidsrechter: Donatas Rumšas |
|                                                   |                                                                 |         |                         |                                                                                         |

|                                                    |           |       |                       |                                                                                   |
| 10 september 2024 «onderlinge duels» 20.45 (UTC+2) | Hongarije | 0 – 0 | Bosnië en Herzegovina | Stadion: Puskás Aréna, Boedapest Toeschouwers: 46.443 Scheidsrechter: Marco Guida |
| 10 september 2024 «onderlinge duels» 20.45 (UTC+2) | Verslag   |       |                       | Stadion: Puskás Aréna, Boedapest Toeschouwers: 46.443 Scheidsrechter: Marco Guida |
| 10 september 2024 «onderlinge duels» 20.45 (UTC+2) |           |       |                       | Stadion: Puskás Aréna, Boedapest Toeschouwers: 46.443 Scheidsrechter: Marco Guida |
| 10 september 2024 «onderlinge duels» 20.45 (UTC+2) |           |       |                       | Stadion: Puskás Aréna, Boedapest Toeschouwers: 46.443 Scheidsrechter: Marco Guida |
|                                                    |           |       |                       |                                                                                   |

|                                                    |                           |         |                         |                                                                                           |
| 10 september 2024 «onderlinge duels» 20.45 (UTC+2) | Nederland                 | 2 – 2   | Duitsland               | Stadion: Johan Cruijff ArenA, Amsterdam Toeschouwers: 50.109 Scheidsrechter: Davide Massa |
| 10 september 2024 «onderlinge duels» 20.45 (UTC+2) | Reijnders 2' Dumfries 50' | Verslag | 38' Undav 45+3' Kimmich | Stadion: Johan Cruijff ArenA, Amsterdam Toeschouwers: 50.109 Scheidsrechter: Davide Massa |
| 10 september 2024 «onderlinge duels» 20.45 (UTC+2) |                           |         |                         | Stadion: Johan Cruijff ArenA, Amsterdam Toeschouwers: 50.109 Scheidsrechter: Davide Massa |
| 10 september 2024 «onderlinge duels» 20.45 (UTC+2) |                           |         |                         | Stadion: Johan Cruijff ArenA, Amsterdam Toeschouwers: 50.109 Scheidsrechter: Davide Massa |
|                                                    |                           |         |                         |                                                                                           |

|                                                  |                       |         |                |                                                                                      |
| 11 oktober 2024 «onderlinge duels» 20.45 (UTC+2) | Bosnië en Herzegovina | 1 – 2   | Duitsland      | Stadion: Bilino Polje, Zenica Toeschouwers: 11.000 Scheidsrechter: François Letexier |
| 11 oktober 2024 «onderlinge duels» 20.45 (UTC+2) | Džeko 70'             | Verslag | 30', 36' Undav | Stadion: Bilino Polje, Zenica Toeschouwers: 11.000 Scheidsrechter: François Letexier |
| 11 oktober 2024 «onderlinge duels» 20.45 (UTC+2) |                       |         |                | Stadion: Bilino Polje, Zenica Toeschouwers: 11.000 Scheidsrechter: François Letexier |
| 11 oktober 2024 «onderlinge duels» 20.45 (UTC+2) |                       |         |                | Stadion: Bilino Polje, Zenica Toeschouwers: 11.000 Scheidsrechter: François Letexier |
|                                                  |                       |         |                |                                                                                      |

|                                                  |            |         |                                |                                                                                       |
| 11 oktober 2024 «onderlinge duels» 20.45 (UTC+2) | Hongarije  | 1 – 1   | Nederland                      | Stadion: Puskás Aréna, Boedapest Toeschouwers: 55.300 Scheidsrechter: Lukas Fähndrich |
| 11 oktober 2024 «onderlinge duels» 20.45 (UTC+2) | Sallai 32' | Verslag | 77', 79' Van Dijk 83' Dumfries | Stadion: Puskás Aréna, Boedapest Toeschouwers: 55.300 Scheidsrechter: Lukas Fähndrich |
| 11 oktober 2024 «onderlinge duels» 20.45 (UTC+2) |            |         |                                | Stadion: Puskás Aréna, Boedapest Toeschouwers: 55.300 Scheidsrechter: Lukas Fähndrich |
| 11 oktober 2024 «onderlinge duels» 20.45 (UTC+2) |            |         |                                | Stadion: Puskás Aréna, Boedapest Toeschouwers: 55.300 Scheidsrechter: Lukas Fähndrich |
|                                                  |            |         |                                |                                                                                       |

|                                                  |                       |         |                            |                                                                                  |
| 14 oktober 2024 «onderlinge duels» 20.45 (UTC+2) | Bosnië en Herzegovina | 0 – 2   | Hongarije                  | Stadion: Bilino Polje, Zenica Toeschouwers: 8.329 Scheidsrechter: Anthony Taylor |
| 14 oktober 2024 «onderlinge duels» 20.45 (UTC+2) |                       | Verslag | 38', 50' (pen.) Szoboszlai | Stadion: Bilino Polje, Zenica Toeschouwers: 8.329 Scheidsrechter: Anthony Taylor |
| 14 oktober 2024 «onderlinge duels» 20.45 (UTC+2) |                       |         |                            | Stadion: Bilino Polje, Zenica Toeschouwers: 8.329 Scheidsrechter: Anthony Taylor |
| 14 oktober 2024 «onderlinge duels» 20.45 (UTC+2) |                       |         |                            | Stadion: Bilino Polje, Zenica Toeschouwers: 8.329 Scheidsrechter: Anthony Taylor |
|                                                  |                       |         |                            |                                                                                  |

|                                                  |              |         |           |                                                                                    |
| 14 oktober 2024 «onderlinge duels» 20.45 (UTC+2) | Duitsland    | 1 – 0   | Nederland | Stadion: Allianz Arena, München Toeschouwers: 68.367 Scheidsrechter: Slavko Vinčić |
| 14 oktober 2024 «onderlinge duels» 20.45 (UTC+2) | Leweling 64' | Verslag |           | Stadion: Allianz Arena, München Toeschouwers: 68.367 Scheidsrechter: Slavko Vinčić |
| 14 oktober 2024 «onderlinge duels» 20.45 (UTC+2) |              |         |           | Stadion: Allianz Arena, München Toeschouwers: 68.367 Scheidsrechter: Slavko Vinčić |
| 14 oktober 2024 «onderlinge duels» 20.45 (UTC+2) |              |         |           | Stadion: Allianz Arena, München Toeschouwers: 68.367 Scheidsrechter: Slavko Vinčić |
|                                                  |              |         |           |                                                                                    |

|                                                   |                                                                     |         |                       |                                                                                             |
| 16 november 2024 «onderlinge duels» 20.45 (UTC+1) | Duitsland                                                           | 7 – 0   | Bosnië en Herzegovina | Stadion: Europa-Park Stadion, Freiburg Toeschouwers: 28.143 Scheidsrechter: Vassilis Fotias |
| 16 november 2024 «onderlinge duels» 20.45 (UTC+1) | Musiala 2' Kleindienst 23', 79' Havertz 37' Wirtz 50', 57' Sané 66' | Verslag |                       | Stadion: Europa-Park Stadion, Freiburg Toeschouwers: 28.143 Scheidsrechter: Vassilis Fotias |
| 16 november 2024 «onderlinge duels» 20.45 (UTC+1) |                                                                     |         |                       | Stadion: Europa-Park Stadion, Freiburg Toeschouwers: 28.143 Scheidsrechter: Vassilis Fotias |
| 16 november 2024 «onderlinge duels» 20.45 (UTC+1) |                                                                     |         |                       | Stadion: Europa-Park Stadion, Freiburg Toeschouwers: 28.143 Scheidsrechter: Vassilis Fotias |
|                                                   |                                                                     |         |                       |                                                                                             |

|                                                   |                                                                      |         |           |                                                                                                |
| 16 november 2024 «onderlinge duels» 20.45 (UTC+1) | Nederland                                                            | 4 – 0   | Hongarije | Stadion: Johan Cruijff ArenA, Amsterdam Toeschouwers: 51.611 Scheidsrechter: Jesús Gil Manzano |
| 16 november 2024 «onderlinge duels» 20.45 (UTC+1) | Weghorst 21' (pen.) Gakpo 45+12' (pen.) Dumfries 64' Koopmeiners 86' | Verslag |           | Stadion: Johan Cruijff ArenA, Amsterdam Toeschouwers: 51.611 Scheidsrechter: Jesús Gil Manzano |
| 16 november 2024 «onderlinge duels» 20.45 (UTC+1) |                                                                      |         |           | Stadion: Johan Cruijff ArenA, Amsterdam Toeschouwers: 51.611 Scheidsrechter: Jesús Gil Manzano |
| 16 november 2024 «onderlinge duels» 20.45 (UTC+1) |                                                                      |         |           | Stadion: Johan Cruijff ArenA, Amsterdam Toeschouwers: 51.611 Scheidsrechter: Jesús Gil Manzano |
|                                                   |                                                                      |         |           |                                                                                                |

|                                                   |                       |         |             |                                                                                 |
| 19 november 2024 «onderlinge duels» 20.45 (UTC+1) | Bosnië en Herzegovina | 1 – 1   | Nederland   | Stadion: Bilino Polje, Zenica Toeschouwers: 4.134 Scheidsrechter: Aliyar Ağayev |
| 19 november 2024 «onderlinge duels» 20.45 (UTC+1) | Demirović 67'         | Verslag | 24' Brobbey | Stadion: Bilino Polje, Zenica Toeschouwers: 4.134 Scheidsrechter: Aliyar Ağayev |
| 19 november 2024 «onderlinge duels» 20.45 (UTC+1) |                       |         |             | Stadion: Bilino Polje, Zenica Toeschouwers: 4.134 Scheidsrechter: Aliyar Ağayev |
| 19 november 2024 «onderlinge duels» 20.45 (UTC+1) |                       |         |             | Stadion: Bilino Polje, Zenica Toeschouwers: 4.134 Scheidsrechter: Aliyar Ağayev |
|                                                   |                       |         |             |                                                                                 |

|                                                   |                         |         |            |                                                                                    |
| 19 november 2024 «onderlinge duels» 20.45 (UTC+1) | Hongarije               | 1 – 1   | Duitsland  | Stadion: Puskás Aréna, Boedapest Toeschouwers: 53.212 Scheidsrechter: Duje Strukan |
| 19 november 2024 «onderlinge duels» 20.45 (UTC+1) | Szoboszlai 90+9' (pen.) | Verslag | 76' Nmecha | Stadion: Puskás Aréna, Boedapest Toeschouwers: 53.212 Scheidsrechter: Duje Strukan |
| 19 november 2024 «onderlinge duels» 20.45 (UTC+1) |                         |         |            | Stadion: Puskás Aréna, Boedapest Toeschouwers: 53.212 Scheidsrechter: Duje Strukan |
| 19 november 2024 «onderlinge duels» 20.45 (UTC+1) |                         |         |            | Stadion: Puskás Aréna, Boedapest Toeschouwers: 53.212 Scheidsrechter: Duje Strukan |
|                                                   |                         |         |            |                                                                                    |

### Groep 4
| Pos | Team            | Wed | W | G | V | Ptn | DV | DT | +/− | Kwalificatie of degradatie             |  |       |       |       |       |
| --- | --------------- | --- | - | - | - | --- | -- | -- | --- | -------------------------------------- |  | ----- | ----- | ----- | ----- |
| 1   | Spanje          | 6   | 5 | 1 | 0 | 16  | 13 | 4  | +9  | Naar de kwartfinales                   |  |       | 1 – 0 | 3 – 0 | 3 – 2 |
| 2   | Denemarken      | 6   | 2 | 2 | 2 | 8   | 7  | 5  | +2  | Naar de kwartfinales                   |  | 1 – 2 |       | 2 – 0 | 2 – 0 |
| 3   | Servië (O)      | 6   | 1 | 3 | 2 | 6   | 3  | 6  | −3  | Kwalificatie voor degradatie play-offs |  | 0 – 0 | 0 – 0 |       | 2 – 0 |
| 4   | Zwitserland (R) | 6   | 0 | 2 | 4 | 2   | 6  | 14 | −8  | Degradatie naar divisie B              |  | 1 – 4 | 2 – 2 | 1 – 1 |       |

Wedstrijden
|                                                   |                          |         |                           |                                                                                 |
| 5 september 2024 «onderlinge duels» 20.45 (UTC+2) | Denemarken               | 2 – 0   | Zwitserland               | Stadion: Parken, Kopenhagen Toeschouwers: 26.024 Scheidsrechter: Daniel Siebert |
| 5 september 2024 «onderlinge duels» 20.45 (UTC+2) | Dorgu 82' Højbjerg 90+2' | Verslag | 52' Elvedi 83', 87' Xhaka | Stadion: Parken, Kopenhagen Toeschouwers: 26.024 Scheidsrechter: Daniel Siebert |
| 5 september 2024 «onderlinge duels» 20.45 (UTC+2) |                          |         |                           | Stadion: Parken, Kopenhagen Toeschouwers: 26.024 Scheidsrechter: Daniel Siebert |
| 5 september 2024 «onderlinge duels» 20.45 (UTC+2) |                          |         |                           | Stadion: Parken, Kopenhagen Toeschouwers: 26.024 Scheidsrechter: Daniel Siebert |
|                                                   |                          |         |                           |                                                                                 |

|                                                   |         |       |        |                                                                                           |
| 5 september 2024 «onderlinge duels» 20.45 (UTC+2) | Servië  | 0 – 0 | Spanje | Stadion: Rode Sterstadion, Belgrado Toeschouwers: 29.981 Scheidsrechter: Serdar Gözübüyük |
| 5 september 2024 «onderlinge duels» 20.45 (UTC+2) | Verslag |       |        | Stadion: Rode Sterstadion, Belgrado Toeschouwers: 29.981 Scheidsrechter: Serdar Gözübüyük |
| 5 september 2024 «onderlinge duels» 20.45 (UTC+2) |         |       |        | Stadion: Rode Sterstadion, Belgrado Toeschouwers: 29.981 Scheidsrechter: Serdar Gözübüyük |
| 5 september 2024 «onderlinge duels» 20.45 (UTC+2) |         |       |        | Stadion: Rode Sterstadion, Belgrado Toeschouwers: 29.981 Scheidsrechter: Serdar Gözübüyük |
|                                                   |         |       |        |                                                                                           |

|                                                   |                         |         |        |                                                                                 |
| 8 september 2024 «onderlinge duels» 18.00 (UTC+2) | Denemarken              | 2 – 0   | Servië | Stadion: Parken, Kopenhagen Toeschouwers: 34.902 Scheidsrechter: Chris Kavanagh |
| 8 september 2024 «onderlinge duels» 18.00 (UTC+2) | Grønbæk 36' Poulsen 61' | Verslag |        | Stadion: Parken, Kopenhagen Toeschouwers: 34.902 Scheidsrechter: Chris Kavanagh |
| 8 september 2024 «onderlinge duels» 18.00 (UTC+2) |                         |         |        | Stadion: Parken, Kopenhagen Toeschouwers: 34.902 Scheidsrechter: Chris Kavanagh |
| 8 september 2024 «onderlinge duels» 18.00 (UTC+2) |                         |         |        | Stadion: Parken, Kopenhagen Toeschouwers: 34.902 Scheidsrechter: Chris Kavanagh |
|                                                   |                         |         |        |                                                                                 |

|                                                   |             |         |                                                        |                                                                                    |
| 8 september 2024 «onderlinge duels» 20.45 (UTC+2) | Zwitserland | 1 – 4   | Spanje                                                 | Stadion: Stade de Genève, Genève Toeschouwers: 26.265 Scheidsrechter: Irfan Peljto |
| 8 september 2024 «onderlinge duels» 20.45 (UTC+2) | Amdouni 41' | Verslag | 4' Joselu 13', 77' Fabián 20' Le Normand 80' F. Torres | Stadion: Stade de Genève, Genève Toeschouwers: 26.265 Scheidsrechter: Irfan Peljto |
| 8 september 2024 «onderlinge duels» 20.45 (UTC+2) |             |         |                                                        | Stadion: Stade de Genève, Genève Toeschouwers: 26.265 Scheidsrechter: Irfan Peljto |
| 8 september 2024 «onderlinge duels» 20.45 (UTC+2) |             |         |                                                        | Stadion: Stade de Genève, Genève Toeschouwers: 26.265 Scheidsrechter: Irfan Peljto |
|                                                   |             |         |                                                        |                                                                                    |

|                                                  |                                  |         |             |                                                                                     |
| 12 oktober 2024 «onderlinge duels» 20.45 (UTC+2) | Servië                           | 2 – 0   | Zwitserland | Stadion: Dubočicastadion, Leskovac Toeschouwers: 6.383 Scheidsrechter: Simone Sozza |
| 12 oktober 2024 «onderlinge duels» 20.45 (UTC+2) | Elvedi 45+1' (e.d.) Mitrović 61' | Verslag |             | Stadion: Dubočicastadion, Leskovac Toeschouwers: 6.383 Scheidsrechter: Simone Sozza |
| 12 oktober 2024 «onderlinge duels» 20.45 (UTC+2) |                                  |         |             | Stadion: Dubočicastadion, Leskovac Toeschouwers: 6.383 Scheidsrechter: Simone Sozza |
| 12 oktober 2024 «onderlinge duels» 20.45 (UTC+2) |                                  |         |             | Stadion: Dubočicastadion, Leskovac Toeschouwers: 6.383 Scheidsrechter: Simone Sozza |
|                                                  |                                  |         |             |                                                                                     |

|                                                  |               |         |            |                                                                                             |
| 12 oktober 2024 «onderlinge duels» 20.45 (UTC+2) | Spanje        | 1 – 0   | Denemarken | Stadion: Estadio Nueva Condomina, Murcia Toeschouwers: 29.870 Scheidsrechter: Ivan Kružliak |
| 12 oktober 2024 «onderlinge duels» 20.45 (UTC+2) | Zubimendi 79' | Verslag |            | Stadion: Estadio Nueva Condomina, Murcia Toeschouwers: 29.870 Scheidsrechter: Ivan Kružliak |
| 12 oktober 2024 «onderlinge duels» 20.45 (UTC+2) |               |         |            | Stadion: Estadio Nueva Condomina, Murcia Toeschouwers: 29.870 Scheidsrechter: Ivan Kružliak |
| 12 oktober 2024 «onderlinge duels» 20.45 (UTC+2) |               |         |            | Stadion: Estadio Nueva Condomina, Murcia Toeschouwers: 29.870 Scheidsrechter: Ivan Kružliak |
|                                                  |               |         |            |                                                                                             |

|                                                  |                                 |         |              |                                                                                                |
| 15 oktober 2024 «onderlinge duels» 20.45 (UTC+2) | Spanje                          | 3 – 0   | Servië       | Stadion: Estadio Nuevo Arcángel, Córdoba Toeschouwers: 20.345 Scheidsrechter: Daniel Stefanski |
| 15 oktober 2024 «onderlinge duels» 20.45 (UTC+2) | Laporte 5' Morata 65' Baena 77' | Verslag | 76' Pavlović | Stadion: Estadio Nuevo Arcángel, Córdoba Toeschouwers: 20.345 Scheidsrechter: Daniel Stefanski |
| 15 oktober 2024 «onderlinge duels» 20.45 (UTC+2) |                                 |         |              | Stadion: Estadio Nuevo Arcángel, Córdoba Toeschouwers: 20.345 Scheidsrechter: Daniel Stefanski |
| 15 oktober 2024 «onderlinge duels» 20.45 (UTC+2) |                                 |         |              | Stadion: Estadio Nuevo Arcángel, Córdoba Toeschouwers: 20.345 Scheidsrechter: Daniel Stefanski |
|                                                  |                                 |         |              |                                                                                                |

|                                                  |                                  |         |                         |                                                                                        |
| 15 oktober 2024 «onderlinge duels» 20.45 (UTC+2) | Zwitserland                      | 2 – 2   | Denemarken              | Stadion: Kybunpark, Sankt Gallen Toeschouwers: 16.182 Scheidsrechter: Halil Umut Meler |
| 15 oktober 2024 «onderlinge duels» 20.45 (UTC+2) | Freuler 26' Amdouni 45+1' (pen.) | Verslag | 27' Isaksen 69' Eriksen | Stadion: Kybunpark, Sankt Gallen Toeschouwers: 16.182 Scheidsrechter: Halil Umut Meler |
| 15 oktober 2024 «onderlinge duels» 20.45 (UTC+2) |                                  |         |                         | Stadion: Kybunpark, Sankt Gallen Toeschouwers: 16.182 Scheidsrechter: Halil Umut Meler |
| 15 oktober 2024 «onderlinge duels» 20.45 (UTC+2) |                                  |         |                         | Stadion: Kybunpark, Sankt Gallen Toeschouwers: 16.182 Scheidsrechter: Halil Umut Meler |
|                                                  |                                  |         |                         |                                                                                        |

|                                                   |             |         |                         |                                                                                 |
| 15 november 2024 «onderlinge duels» 20.45 (UTC+1) | Denemarken  | 1 – 2   | Spanje                  | Stadion: Parken, Kopenhagen Toeschouwers: 36.985 Scheidsrechter: Rade Obrenovič |
| 15 november 2024 «onderlinge duels» 20.45 (UTC+1) | Isaksen 84' | Verslag | 15' Oyarzabal 58' Pérez | Stadion: Parken, Kopenhagen Toeschouwers: 36.985 Scheidsrechter: Rade Obrenovič |
| 15 november 2024 «onderlinge duels» 20.45 (UTC+1) |             |         |                         | Stadion: Parken, Kopenhagen Toeschouwers: 36.985 Scheidsrechter: Rade Obrenovič |
| 15 november 2024 «onderlinge duels» 20.45 (UTC+1) |             |         |                         | Stadion: Parken, Kopenhagen Toeschouwers: 36.985 Scheidsrechter: Rade Obrenovič |
|                                                   |             |         |                         |                                                                                 |

|                                                   |             |         |            |                                                                                 |
| 15 november 2024 «onderlinge duels» 20.45 (UTC+1) | Zwitserland | 1 – 1   | Servië     | Stadion: Letzigrund, Zürich Toeschouwers: 21.115 Scheidsrechter: Clément Turpin |
| 15 november 2024 «onderlinge duels» 20.45 (UTC+1) | Amdouni 78' | Verslag | 88' Terzić | Stadion: Letzigrund, Zürich Toeschouwers: 21.115 Scheidsrechter: Clément Turpin |
| 15 november 2024 «onderlinge duels» 20.45 (UTC+1) |             |         |            | Stadion: Letzigrund, Zürich Toeschouwers: 21.115 Scheidsrechter: Clément Turpin |
| 15 november 2024 «onderlinge duels» 20.45 (UTC+1) |             |         |            | Stadion: Letzigrund, Zürich Toeschouwers: 21.115 Scheidsrechter: Clément Turpin |
|                                                   |             |         |            |                                                                                 |

|                                                   |                     |         |            |                                                                                     |
| 18 november 2024 «onderlinge duels» 20.45 (UTC+1) | Servië              | 0 – 0   | Denemarken | Stadion: Dubočicastadion, Leskovac Toeschouwers: 7.295 Scheidsrechter: Felix Zwayer |
| 18 november 2024 «onderlinge duels» 20.45 (UTC+1) | Pavlović 90', 90+5' | Verslag |            | Stadion: Dubočicastadion, Leskovac Toeschouwers: 7.295 Scheidsrechter: Felix Zwayer |
| 18 november 2024 «onderlinge duels» 20.45 (UTC+1) |                     |         |            | Stadion: Dubočicastadion, Leskovac Toeschouwers: 7.295 Scheidsrechter: Felix Zwayer |
| 18 november 2024 «onderlinge duels» 20.45 (UTC+1) |                     |         |            | Stadion: Dubočicastadion, Leskovac Toeschouwers: 7.295 Scheidsrechter: Felix Zwayer |
|                                                   |                     |         |            |                                                                                     |

|                                                 |                                        |         |                                | |
| 18 november 2024 «onderlinge duels» 19.45 (UTC) | Spanje                                 | 3 – 2   | Zwitserland                    | Stadion: Estadio Heliodoro Rodríguez López, Santa Cruz de Tenerife Toeschouwers: 21.204 Scheidsrechter: Bastian Dankert |
| 18 november 2024 «onderlinge duels» 19.45 (UTC) | Pino 32' Gil 68' Zaragoza 90+3' (pen.) | Verslag | 63' Monteiro 85' (pen.) Zeqiri | Stadion: Estadio Heliodoro Rodríguez López, Santa Cruz de Tenerife Toeschouwers: 21.204 Scheidsrechter: Bastian Dankert |
| 18 november 2024 «onderlinge duels» 19.45 (UTC) |                                        |         |                                | Stadion: Estadio Heliodoro Rodríguez López, Santa Cruz de Tenerife Toeschouwers: 21.204 Scheidsrechter: Bastian Dankert |
| 18 november 2024 «onderlinge duels» 19.45 (UTC) |                                        |         |                                | Stadion: Estadio Heliodoro Rodríguez López, Santa Cruz de Tenerife Toeschouwers: 21.204 Scheidsrechter: Bastian Dankert |
|                                                 |                                        |         |                                | |

## Knock-outfase

### Schema
|  | Kwartfinales       | Kwartfinales       | Kwartfinales | Kwartfinales |                    |                   | Halve finales     | Halve finales | Halve finales | Halve finales |   |       | Finale | Finale | Finale | Finale |
|  |                    |                    |              |              |                    |                   |                   |               |               |               |   |       |        |        |        |        |
|  | 20 + 23 mrt        |                    |              |              |                    |                   |                   |               |               |               |   |       |        |        |        |        |
|  |                    |                    |              |              |                    |                   |                   |               |               |               |   |       |        |        |        |        |
|  | Italië             | 1                  | 3            | 4            |                    |                   |                   |               |               |               |   |       |        |        |        |        |
|  | Italië             | 1                  | 3            | 4            | 4 juni — München   |                   |                   |               |               |               |   |       |        |        |        |        |
|  | Duitsland          | 2                  | 3            | 5            |                    |                   |                   |               |               |               |   |       |        |        |        |        |
|  | Duitsland          | 2                  | 3            | 5            | Duitsland          | Duitsland         | Duitsland         | 1             |               |               |   |       |        |        |        |        |
|  | 20 + 23 mrt        |                    |              |              | Duitsland          | Duitsland         | Duitsland         | 1             |               |               |   |       |        |        |        |        |
|  |                    | Portugal           | Portugal     | Portugal     | 2                  |                   |                   |               |               |               |   |       |        |        |        |        |
|  | Denemarken         | Portugal           | Portugal     | Portugal     | 2                  | 1                 | 2                 | 3             |               |               |   |       |        |        |        |        |
|  | Denemarken         |                    |              |              | 8 juni — München   | 1                 | 2                 | 3             |               |               |   |       |        |        |        |        |
|  | Portugal           | 0                  | 5 (n.v.)     | 5            |                    |                   |                   |               |               |               |   |       |        |        |        |        |
|  | Portugal           | 0                  | 5 (n.v.)     | 5            | Portugal (w.n.s.)  | Portugal (w.n.s.) | Portugal (w.n.s.) | 2 (5)         |               |               |   |       |        |        |        |        |
|  | 20 + 23 mrt        |                    |              |              | Portugal (w.n.s.)  | Portugal (w.n.s.) | Portugal (w.n.s.) | 2 (5)         |               |               |   |       |        |        |        |        |
|  |                    | Spanje TH          | Spanje TH    | Spanje TH    | 2 (3)              |                   |                   |               |               |               |   |       |        |        |        |        |
|  | Nederland          | Spanje TH          | Spanje TH    | Spanje TH    | 2 (3)              | 2                 | 3                 | 5 (4)         |               |               |   |       |        |        |        |        |
|  | Nederland          | 5 juni — Stuttgart |              |              |                    | 2                 | 3                 | 5 (4)         |               |               |   |       |        |        |        |        |
|  | Spanje TH (w.n.s.) | 2                  | 3 (n.v.)     | 5 (5)        |                    |                   |                   |               |               |               |   |       |        |        |        |        |
|  | Spanje TH (w.n.s.) | 2                  | 3 (n.v.)     | 5 (5)        | Spanje TH          | Spanje TH         | Spanje TH         | 5             |               |               |   |       |        |        |        |        |
|  | 20 + 23 mrt        |                    |              |              | Spanje TH          | Spanje TH         | Spanje TH         | 5             |               |               |   |       |        |        |        |        |
|  |                    | Frankrijk          | Frankrijk    | Frankrijk    | 4                  |                   | Troostfinale      | Troostfinale  | Troostfinale  | Troostfinale  |   |       |        |        |        |        |
|  | Kroatië            | Frankrijk          | Frankrijk    | Frankrijk    | 4                  | 2                 | Troostfinale      | Troostfinale  | Troostfinale  | Troostfinale  | 0 | 2 (4) |        |        |        |        |
|  | Kroatië            |                    |              |              | 8 juni — Stuttgart | 2                 |                   |               |               |               | 0 | 2 (4) |        |        |        |        |
|  | Frankrijk (w.n.s.) | 0                  | 2 (n.v.)     | 2 (5)        |                    |                   |                   |               |               |               |   |       |        |        |        |        |
|  | Frankrijk (w.n.s.) | 0                  | 2 (n.v.)     | 2 (5)        | Duitsland          | Duitsland         | Duitsland         | 0             |               |               |   |       |        |        |        |        |
|  |                    |                    |              |              |                    |                   |                   |               |               |               |   |       |        |        |        |        |
|  | Frankrijk          | Frankrijk          | Frankrijk    | 2            |                    |                   |                   |               |               |               |   |       |        |        |        |        |
|  | Frankrijk          | Frankrijk          | Frankrijk    | 2            |                    |                   |                   |               |               |               |   |       |        |        |        |        |

### Kwartfinales
De nummers 1 en 2 van elke groep kwalificeerden zich voor de kwartfinales. De loting hiervoor vond op 22 november 2024 om 12.00 (UTC+1) op het UEFA-hoofdkantoor in Nyon, Zwitserland plaats. De heenwedstrijden werden op 20 maart gespeeld en de terugwedstrijden werden op 23 maart 2025 gespeeld.

#### Potindeling en loting
| Groep | Groepswinnaar (geplaatst) | Nummer twee (ongeplaatst) |
| ----- | ------------------------- | ------------------------- |
| 1     | Portugal                  | Kroatië                   |
| 2     | Frankrijk                 | Italië                    |
| 3     | Duitsland                 | Nederland                 |
| 4     | Spanje TH                 | Denemarken                |

| Legenda               |
| Geplaatst Ongeplaatst |

| Team 1     | Tot.               | Team 2    | 1e wedstr. | 2e wedstr.   |
| ---------- | ------------------ | --------- | ---------- | ------------ |
| Nederland  | 5 – 5 (4 – 5 pen.) | Spanje    | 2 – 2      | 3 – 3 (n.v.) |
| Kroatië    | 2 – 2 (4 – 5 pen.) | Frankrijk | 2 – 0      | 0 – 2 (n.v.) |
| Denemarken | 3 – 5              | Portugal  | 1 – 0      | 2 – 5 (n.v.) |
| Italië     | 4 – 5              | Duitsland | 1 – 2      | 3 – 3        |

##### Wedstrijden
|                                                |                                  |         |                          | |
| 20 maart 2025 «onderlinge duels» 20.45 (UTC+1) | Nederland                        | 2 – 2   | Spanje                   | Stadion: Stadion Feijenoord, Rotterdam Toeschouwers: 42.003 Scheidsrechter: Glenn Nyberg Video-assistent: Christian Dingert AVAR: Johann Pfeifer |
| 20 maart 2025 «onderlinge duels» 20.45 (UTC+1) | Gakpo 28' Reijnders 46' Hato 81' | Verslag | 9' Williams 90+3' Merino | Stadion: Stadion Feijenoord, Rotterdam Toeschouwers: 42.003 Scheidsrechter: Glenn Nyberg Video-assistent: Christian Dingert AVAR: Johann Pfeifer |
| 20 maart 2025 «onderlinge duels» 20.45 (UTC+1) |                                  |         |                          | Stadion: Stadion Feijenoord, Rotterdam Toeschouwers: 42.003 Scheidsrechter: Glenn Nyberg Video-assistent: Christian Dingert AVAR: Johann Pfeifer |
| 20 maart 2025 «onderlinge duels» 20.45 (UTC+1) |                                  |         |                          | Stadion: Stadion Feijenoord, Rotterdam Toeschouwers: 42.003 Scheidsrechter: Glenn Nyberg Video-assistent: Christian Dingert AVAR: Johann Pfeifer |
|                                                |                                  |         |                          | |

| |                                        |                         |                                                 | |
| 23 maart 2025 «onderlinge duels» 20.45 (UTC+1)                                                                              | Spanje                                 | 3 – 3 (n.v.) 5 – 4 pen. | Nederland                                       | Stadion: Estadio Mestalla, Valencia Toeschouwers: 48.082 Scheidsrechter: Clément Turpin Video-assistent: Willy Delajod AVAR: Benoît Millot |
| 23 maart 2025 «onderlinge duels» 20.45 (UTC+1)                                                                              | Oyarzabal 8' (pen.), 67' Yamal 103'    | Verslag                 | 54' (pen.) Depay 79' Maatsen 109' (pen.) Simons | Stadion: Estadio Mestalla, Valencia Toeschouwers: 48.082 Scheidsrechter: Clément Turpin Video-assistent: Willy Delajod AVAR: Benoît Millot |
| 23 maart 2025 «onderlinge duels» 20.45 (UTC+1)                                                                              | Strafschoppen                          |                         |                                                 | Stadion: Estadio Mestalla, Valencia Toeschouwers: 48.082 Scheidsrechter: Clément Turpin Video-assistent: Willy Delajod AVAR: Benoît Millot |
| 23 maart 2025 «onderlinge duels» 20.45 (UTC+1)                                                                              | Merino Torres García Yamal Baena Pedri |                         | Van Dijk Koopmeiners Simons Lang Taylor Malen   | Stadion: Estadio Mestalla, Valencia Toeschouwers: 48.082 Scheidsrechter: Clément Turpin Video-assistent: Willy Delajod AVAR: Benoît Millot |
| Bijz.: Spanje speelde over twee wedstrijden gelijk met een totaalscore van 5 – 5, maar won de strafschoppenserie met 5 – 4. |                                        |                         |                                                 | |

|                                                |                           |         |           | |
| 20 maart 2025 «onderlinge duels» 20.45 (UTC+1) | Kroatië                   | 2 – 0   | Frankrijk | Stadion: Poljudstadion, Split Toeschouwers: 30.551 Scheidsrechter: Espen Eskås Video-assistent: Bastian Dankert AVAR: Robert Schröder |
| 20 maart 2025 «onderlinge duels» 20.45 (UTC+1) | Budimir 26' Perišić 45+1' | Verslag |           | Stadion: Poljudstadion, Split Toeschouwers: 30.551 Scheidsrechter: Espen Eskås Video-assistent: Bastian Dankert AVAR: Robert Schröder |
| 20 maart 2025 «onderlinge duels» 20.45 (UTC+1) |                           |         |           | Stadion: Poljudstadion, Split Toeschouwers: 30.551 Scheidsrechter: Espen Eskås Video-assistent: Bastian Dankert AVAR: Robert Schröder |
| 20 maart 2025 «onderlinge duels» 20.45 (UTC+1) |                           |         |           | Stadion: Poljudstadion, Split Toeschouwers: 30.551 Scheidsrechter: Espen Eskås Video-assistent: Bastian Dankert AVAR: Robert Schröder |
|                                                |                           |         |           | |

| |                                                              |                         |                                                          | |
| 23 maart 2025 «onderlinge duels» 20.45 (UTC+1)                                                                                 | Frankrijk                                                    | 2 – 0 (n.v.) 5 – 4 pen. | Kroatië                                                  | Stadion: Stade de France, Saint-Denis Toeschouwers: 77.502 Scheidsrechter: Michael Oliver Video-assistent: Jarred Gillett AVAR: Peter Bankes |
| 23 maart 2025 «onderlinge duels» 20.45 (UTC+1)                                                                                 | Olise 52' Dembélé 80'                                        | Verslag                 |                                                          | Stadion: Stade de France, Saint-Denis Toeschouwers: 77.502 Scheidsrechter: Michael Oliver Video-assistent: Jarred Gillett AVAR: Peter Bankes |
| 23 maart 2025 «onderlinge duels» 20.45 (UTC+1)                                                                                 | Strafschoppen                                                |                         |                                                          | Stadion: Stade de France, Saint-Denis Toeschouwers: 77.502 Scheidsrechter: Michael Oliver Video-assistent: Jarred Gillett AVAR: Peter Bankes |
| 23 maart 2025 «onderlinge duels» 20.45 (UTC+1)                                                                                 | Mbappé Tchouaméni Koundé Kolo Muani Hernández Doué Upamecano |                         | Baturina Moro Ivanović Pašalić Jakić Ćaleta-Car Stanišić | Stadion: Stade de France, Saint-Denis Toeschouwers: 77.502 Scheidsrechter: Michael Oliver Video-assistent: Jarred Gillett AVAR: Peter Bankes |
| Bijz.: Frankrijk speelde over twee wedstrijden gelijk met een totaalscore van 2 – 2, maar won de strafschoppenserie met 5 – 4. |                                                              |                         |                                                          | |

|                                                |             |         |          | |
| 20 maart 2025 «onderlinge duels» 20.45 (UTC+1) | Denemarken  | 1 – 0   | Portugal | Stadion: Parken, Kopenhagen Toeschouwers: 36.322 Scheidsrechter: Irfan Peljto Video-assistent: Pol van Boekel AVAR: Richard Martens |
| 20 maart 2025 «onderlinge duels» 20.45 (UTC+1) | Højlund 78' | Verslag |          | Stadion: Parken, Kopenhagen Toeschouwers: 36.322 Scheidsrechter: Irfan Peljto Video-assistent: Pol van Boekel AVAR: Richard Martens |
| 20 maart 2025 «onderlinge duels» 20.45 (UTC+1) |             |         |          | Stadion: Parken, Kopenhagen Toeschouwers: 36.322 Scheidsrechter: Irfan Peljto Video-assistent: Pol van Boekel AVAR: Richard Martens |
| 20 maart 2025 «onderlinge duels» 20.45 (UTC+1) |             |         |          | Stadion: Parken, Kopenhagen Toeschouwers: 36.322 Scheidsrechter: Irfan Peljto Video-assistent: Pol van Boekel AVAR: Richard Martens |
|                                                |             |         |          | |

|                                                                          |                                                             |              |                            | |
| 23 maart 2025 «onderlinge duels» 19.45 (UTC)                             | Portugal                                                    | 5 – 2 (n.v.) | Denemarken                 | Stadion: Estádio José Alvalade, Lissabon Toeschouwers: 47.123 Scheidsrechter: Slavko Vinčić Video-assistent: Alen Borošak AVAR: Aleksandar Matković |
| 23 maart 2025 «onderlinge duels» 19.45 (UTC)                             | Andersen 38' (e.d.) Ronaldo 72' Trincão 86', 91' Ramos 115' | Verslag      | 56' Kristensen 76' Eriksen | Stadion: Estádio José Alvalade, Lissabon Toeschouwers: 47.123 Scheidsrechter: Slavko Vinčić Video-assistent: Alen Borošak AVAR: Aleksandar Matković |
| 23 maart 2025 «onderlinge duels» 19.45 (UTC)                             |                                                             |              |                            | Stadion: Estádio José Alvalade, Lissabon Toeschouwers: 47.123 Scheidsrechter: Slavko Vinčić Video-assistent: Alen Borošak AVAR: Aleksandar Matković |
| 23 maart 2025 «onderlinge duels» 19.45 (UTC)                             |                                                             |              |                            | Stadion: Estádio José Alvalade, Lissabon Toeschouwers: 47.123 Scheidsrechter: Slavko Vinčić Video-assistent: Alen Borošak AVAR: Aleksandar Matković |
| Bijz.: Portugal won over twee wedstrijden met een totaalscore van 5 – 3. |                                                             |              |                            | |

|                                                |           |         |                              | |
| 20 maart 2025 «onderlinge duels» 20.45 (UTC+1) | Italië    | 1 – 2   | Duitsland                    | Stadion: Stadio Giuseppe Meazza, Milaan Toeschouwers: 60.334 Scheidsrechter: François Letexier Video-assistent: Jérôme Brisard AVAR: Bastien Dechepy |
| 20 maart 2025 «onderlinge duels» 20.45 (UTC+1) | Tonali 9' | Verslag | 49' Kleindienst 76' Goretzka | Stadion: Stadio Giuseppe Meazza, Milaan Toeschouwers: 60.334 Scheidsrechter: François Letexier Video-assistent: Jérôme Brisard AVAR: Bastien Dechepy |
| 20 maart 2025 «onderlinge duels» 20.45 (UTC+1) |           |         |                              | Stadion: Stadio Giuseppe Meazza, Milaan Toeschouwers: 60.334 Scheidsrechter: François Letexier Video-assistent: Jérôme Brisard AVAR: Bastien Dechepy |
| 20 maart 2025 «onderlinge duels» 20.45 (UTC+1) |           |         |                              | Stadion: Stadio Giuseppe Meazza, Milaan Toeschouwers: 60.334 Scheidsrechter: François Letexier Video-assistent: Jérôme Brisard AVAR: Bastien Dechepy |
|                                                |           |         |                              | |

|                                                                           |                                                |         |                                      | |
| 23 maart 2025 «onderlinge duels» 20.45 (UTC+1)                            | Duitsland                                      | 3 – 3   | Italië                               | Stadion: Signal Iduna Park, Dortmund Toeschouwers: 64.762 Scheidsrechter: Szymon Marciniak Video-assistent: Pawel Pskit AVAR: Tomasz Kwiatkowski |
| 23 maart 2025 «onderlinge duels» 20.45 (UTC+1)                            | Kimmich 30' (pen.) Musiala 36' Kleindienst 45' | Verslag | 49', 69' Kean 90+5' (pen.) Raspadori | Stadion: Signal Iduna Park, Dortmund Toeschouwers: 64.762 Scheidsrechter: Szymon Marciniak Video-assistent: Pawel Pskit AVAR: Tomasz Kwiatkowski |
| 23 maart 2025 «onderlinge duels» 20.45 (UTC+1)                            |                                                |         |                                      | Stadion: Signal Iduna Park, Dortmund Toeschouwers: 64.762 Scheidsrechter: Szymon Marciniak Video-assistent: Pawel Pskit AVAR: Tomasz Kwiatkowski |
| 23 maart 2025 «onderlinge duels» 20.45 (UTC+1)                            |                                                |         |                                      | Stadion: Signal Iduna Park, Dortmund Toeschouwers: 64.762 Scheidsrechter: Szymon Marciniak Video-assistent: Pawel Pskit AVAR: Tomasz Kwiatkowski |
| Bijz.: Duitsland won over twee wedstrijden met een totaalscore van 5 – 4. |                                                |         |                                      | |

### Finaleronde
De winnaars van de kwartfinales speelden in de finaleronde, die van 4 tot 8 juni 2025 werd gespeeld. Op 16 december 2024 maakte de UEFA bekend dat de winnaar van de kwartfinale tussen Italië en Duitsland de finaleronde zullen organiseren. Doordat Italië in de kwartfinales werd uitgeschakeld, werd de finaleronde in Duitsland gespeeld.

##### Halve finales
|                                              |           |         |                           | |
| 4 juni 2025 «onderlinge duels» 21.10 (UTC+2) | Duitsland | 1 – 2   | Portugal                  | Stadion: Allianz Arena, München Toeschouwers: 65.823 Scheidsrechter: Slavko Vinčić Video-assistent: Alen Borošak AVAR: Rade Obrenovič |
| 4 juni 2025 «onderlinge duels» 21.10 (UTC+2) | Wirtz 48' | Verslag | 63' Conceição 68' Ronaldo | Stadion: Allianz Arena, München Toeschouwers: 65.823 Scheidsrechter: Slavko Vinčić Video-assistent: Alen Borošak AVAR: Rade Obrenovič |
| 4 juni 2025 «onderlinge duels» 21.10 (UTC+2) |           |         |                           | Stadion: Allianz Arena, München Toeschouwers: 65.823 Scheidsrechter: Slavko Vinčić Video-assistent: Alen Borošak AVAR: Rade Obrenovič |
| 4 juni 2025 «onderlinge duels» 21.10 (UTC+2) |           |         |                           | Stadion: Allianz Arena, München Toeschouwers: 65.823 Scheidsrechter: Slavko Vinčić Video-assistent: Alen Borošak AVAR: Rade Obrenovič |
|                                              |           |         |                           | |

|                                              |                                                         |         |                                                                 | |
| 5 juni 2025 «onderlinge duels» 21.00 (UTC+2) | Spanje                                                  | 5 – 4   | Frankrijk                                                       | Stadion: MHPArena, Stuttgart Toeschouwers: 51.724 Scheidsrechter: Michael Oliver Video-assistent: Jarred Gillett AVAR: Michael Salisbury |
| 5 juni 2025 «onderlinge duels» 21.00 (UTC+2) | Williams 22' Merino 25' Yamal 54' (pen.), 67' Pedri 55' | Verslag | 59' (pen.) Mbappé 79' Cherki 84' (e.d.) Vivian 90+3' Kolo Muani | Stadion: MHPArena, Stuttgart Toeschouwers: 51.724 Scheidsrechter: Michael Oliver Video-assistent: Jarred Gillett AVAR: Michael Salisbury |
| 5 juni 2025 «onderlinge duels» 21.00 (UTC+2) |                                                         |         |                                                                 | Stadion: MHPArena, Stuttgart Toeschouwers: 51.724 Scheidsrechter: Michael Oliver Video-assistent: Jarred Gillett AVAR: Michael Salisbury |
| 5 juni 2025 «onderlinge duels» 21.00 (UTC+2) |                                                         |         |                                                                 | Stadion: MHPArena, Stuttgart Toeschouwers: 51.724 Scheidsrechter: Michael Oliver Video-assistent: Jarred Gillett AVAR: Michael Salisbury |
|                                              |                                                         |         |                                                                 | |

##### Troostfinale
|                                              |           |         |                      | |
| 8 juni 2025 «onderlinge duels» 15.00 (UTC+2) | Duitsland | 0 – 2   | Frankrijk            | Stadion: MHPArena, Stuttgart Toeschouwers: 51.313 Scheidsrechter: Ivan Kružliak Video-assistent: Michael Fabbri AVAR: Luca Pairetto |
| 8 juni 2025 «onderlinge duels» 15.00 (UTC+2) |           | Verslag | 45' Mbappé 84' Olise | Stadion: MHPArena, Stuttgart Toeschouwers: 51.313 Scheidsrechter: Ivan Kružliak Video-assistent: Michael Fabbri AVAR: Luca Pairetto |
| 8 juni 2025 «onderlinge duels» 15.00 (UTC+2) |           |         |                      | Stadion: MHPArena, Stuttgart Toeschouwers: 51.313 Scheidsrechter: Ivan Kružliak Video-assistent: Michael Fabbri AVAR: Luca Pairetto |
| 8 juni 2025 «onderlinge duels» 15.00 (UTC+2) |           |         |                      | Stadion: MHPArena, Stuttgart Toeschouwers: 51.313 Scheidsrechter: Ivan Kružliak Video-assistent: Michael Fabbri AVAR: Luca Pairetto |
|                                              |           |         |                      | |

##### Finale
|                                              |                                         |                         |                             | |
| 8 juni 2025 «onderlinge duels» 21.00 (UTC+2) | Portugal                                | 2 – 2 (n.v.) 5 – 3 pen. | Spanje                      | Stadion: Allianz Arena, München Toeschouwers: 65.852 Scheidsrechter: Sandro Schärer Video-assistent: Fedayi San AVAR: Dennis Higler |
| 8 juni 2025 «onderlinge duels» 21.00 (UTC+2) | Mendes 26' Ronaldo 61'                  | Verslag                 | 21' Zubimendi 45' Oyarzabal | Stadion: Allianz Arena, München Toeschouwers: 65.852 Scheidsrechter: Sandro Schärer Video-assistent: Fedayi San AVAR: Dennis Higler |
| 8 juni 2025 «onderlinge duels» 21.00 (UTC+2) | Strafschoppen                           |                         |                             | Stadion: Allianz Arena, München Toeschouwers: 65.852 Scheidsrechter: Sandro Schärer Video-assistent: Fedayi San AVAR: Dennis Higler |
| 8 juni 2025 «onderlinge duels» 21.00 (UTC+2) | Ramos Vitinha Fernandes Mendes R. Neves |                         | Merino Baena Isco Morata    | Stadion: Allianz Arena, München Toeschouwers: 65.852 Scheidsrechter: Sandro Schärer Video-assistent: Fedayi San AVAR: Dennis Higler |
|                                              |                                         |                         |                             | |

## Eindstand
De eindstand werd bepaald op basis van de regels die de UEFA opstelde.
| Pos    | Grp | Team                  | Wed | W | G | V | Ptn | DV | DT | +/− |
| ------ | --- | --------------------- | --- | - | - | - | --- | -- | -- | --- |
| Goud   | 1   | Portugal              | 6   | 4 | 2 | 0 | 14  | 13 | 5  | +8  |
| Zilver | 4   | Spanje TH             | 6   | 5 | 1 | 0 | 16  | 13 | 4  | +9  |
| Brons  | 2   | Frankrijk             | 6   | 4 | 1 | 1 | 13  | 12 | 6  | +6  |
| 4      | 3   | Duitsland             | 6   | 4 | 2 | 0 | 14  | 18 | 4  | +14 |
|        |     |                       |     |   |   |   |     |    |    |     |
| 5      | 2   | Italië                | 6   | 4 | 1 | 1 | 13  | 13 | 8  | +5  |
| 6      | 3   | Nederland             | 6   | 2 | 3 | 1 | 9   | 13 | 7  | +6  |
| 7      | 4   | Denemarken            | 6   | 2 | 2 | 2 | 8   | 7  | 5  | +2  |
| 8      | 1   | Kroatië               | 6   | 2 | 2 | 2 | 8   | 8  | 8  | 0   |
|        |     |                       |     |   |   |   |     |    |    |     |
| 9      | 1   | Schotland             | 6   | 2 | 1 | 3 | 7   | 7  | 8  | −1  |
| 10     | 4   | Servië                | 6   | 1 | 3 | 2 | 6   | 3  | 6  | −3  |
| 11     | 3   | Hongarije             | 6   | 1 | 3 | 2 | 6   | 4  | 11 | −7  |
| 12     | 2   | België                | 6   | 1 | 1 | 4 | 4   | 6  | 9  | −3  |
|        |     |                       |     |   |   |   |     |    |    |     |
| 13     | 1   | Polen                 | 6   | 1 | 1 | 4 | 4   | 9  | 16 | −7  |
| 14     | 2   | Israël                | 6   | 1 | 1 | 4 | 4   | 5  | 13 | −8  |
| 15     | 4   | Zwitserland           | 6   | 0 | 2 | 4 | 2   | 6  | 14 | −8  |
| 16     | 3   | Bosnië en Herzegovina | 6   | 0 | 2 | 4 | 2   | 4  | 17 | −13 |

## Doelpuntenmakers
8 doelpunten
- Cristiano Ronaldo

4 doelpunten
- Tim Kleindienst
- Florian Wirtz
- Randal Kolo Muani
- Mikel Oyarzabal

3 doelpunten
- Jamal Musiala
- Deniz Undav
- Dominik Szoboszlai
- Davide Frattesi
- Moise Kean
- Denzel Dumfries
- Cody Gakpo
- Tijjani Reijnders
- Lamine Yamal
- Zeki Amdouni

2 doelpunten
- Kevin De Bruyne
- Ermedin Demirović
- Edin Džeko
- Christian Eriksen
- Gustav Isaksen
- Kai Havertz
- Joshua Kimmich
- Bradley Barcola
- Ousmane Dembélé
- Kylian Mbappé
- Michael Olise
- Adrien Rabiot
- Mohammad Abu Fani
- Andrea Cambiaso
- Giovanni Di Lorenzo
- Giacomo Raspadori
- Mateo Retegui
- Sandro Tonali
- Xavi Simons
- Wout Weghorst
- Sebastian Szymański
- Nicola Zalewski
- Piotr Zieliński
- Bruno Fernandes
- Francisco Trincão
- John McGinn
- Scott McTominay
- Mikel Merino
- Fabián Ruiz
- Nico Williams
- Martin Zubimendi

1 doelpunt
- Maxim De Cuyper
- Loïs Openda
- Youri Tielemans
- Leandro Trossard
- Patrick Dorgu
- Albert Grønbæk
- Pierre-Emile Højbjerg
- Rasmus Højlund
- Rasmus Kristensen
- Yussuf Poulsen
- Niclas Füllkrug
- Leon Goretzka
- Jamie Leweling
- Felix Nmecha
- Aleksandar Pavlović
- Leroy Sané
- Eduardo Camavinga
- Rayan Cherki
- Mattéo Guendouzi
- Christopher Nkunku
- Roland Sallai
- Omri Gandelman
- Yarden Shua
- Federico Dimarco
- Martin Baturina
- Ante Budimir
- Joško Gvardiol
- Andrej Kramarić
- Igor Matanović
- Luka Modrić
- Ivan Perišić
- Borna Sosa
- Petar Sučić
- Brian Brobbey
- Teun Koopmeiners
- Ian Maatsen
- Joshua Zirkzee
- Robert Lewandowski
- Dominik Marczuk
- Kamil Piątkowski
- Francisco Conceição
- Diogo Dalot
- João Félix
- Rafael Leão
- Nuno Mendes
- Pedro Neto
- Gonçalo Ramos
- Bernardo Silva
- Ryan Christie
- Billy Gilmour
- Andrew Robertson
- Aleksandar Mitrović
- Aleksa Terzić
- Álex Baena
- Bryan Gil
- Joselu
- Aymeric Laporte
- Álvaro Morata
- Pedri
- Yeremi Pino
- Ayoze Pérez
- Ferran Torres
- Bryan Zaragoza
- Remo Freuler
- Joël Monteiro
- Andi Zeqiri

Eigen doelpunt
- Timothy Castagne (tegen Israël)
- Joachim Andersen (tegen Portugal)
- Guglielmo Vicario (tegen Frankrijk)
- Jan Bednarek (tegen Portugal)
- Diogo Dalot (tegen Kroatië)
- Daniel Vivian (tegen Frankrijk)
- Nico Elvedi (tegen Servië)